# Kanton Dieppe-1
Der Kanton Dieppe-1 ist seit 2015 ein französischer Wahlkreis für die Wahl des Départementrats im Arrondissement Dieppe im Département Seine-Maritime in der Region Normandie. Das Bureau centralisateur befindet sich in Dieppe.

## Gemeinden
Der Kanton besteht aus 17 Gemeinden und Gemeindeteilen mit insgesamt 31.985 Einwohnern (Stand: 1. Januar 2022) auf einer Gesamtfläche von 112,58 km²:
| Gemeinde                  | Einwohner 1. Januar 2022 | Fläche km² | Dichte Einw./km² | Code INSEE | Postleitzahl |
| ------------------------- | ------------------------ | ---------- | ---------------- | ---------- | ------------ |
| Ambrumesnil               | 504                      | 5,14       | 98               | 76004      | 76550        |
| Aubermesnil-Beaumais      | 524                      | 4,88       | 107              | 76030      | 76550        |
| Colmesnil-Manneville      | 107                      | 1,91       | 56               | 76184      | 76550        |
| Dieppe                    | 17.705                   | 6,14       | 2.884            | 76217      | 76200        |
| Hautot-sur-Mer            | 1.879                    | 9,46       | 199              | 76349      | 76550        |
| Longueil                  | 508                      | 11,73      | 43               | 76395      | 76860        |
| Martigny                  | 409                      | 5,06       | 81               | 76413      | 76880        |
| Offranville               | 3.218                    | 17,34      | 186              | 76482      | 76550        |
| Ouville-la-Rivière        | 461                      | 6,34       | 73               | 76492      | 76860        |
| Quiberville               | 544                      | 3,35       | 162              | 76515      | 76860        |
| Rouxmesnil-Bouteilles     | 1.806                    | 5,62       | 321              | 76545      | 76370        |
| Saint-Aubin-sur-Scie      | 1.215                    | 7,74       | 157              | 76565      | 76550        |
| Saint-Denis-d’Aclon       | 128                      | 2,42       | 53               | 76572      | 76860        |
| Sainte-Marguerite-sur-Mer | 475                      | 5,41       | 88               | 76605      | 76119        |
| Sauqueville               | 350                      | 3,39       | 103              | 76667      | 76550        |
| Tourville-sur-Arques      | 1.190                    | 5,90       | 202              | 76707      | 76550        |
| Varengeville-sur-Mer      | 962                      | 10,75      | 89               | 76720      | 76119        |
| Kanton Dieppe-1           | 31.985                   | 112,58     | 284              | 7607       | –            |

1. ↑   Nur der westliche Teil der Gemeinde, der Rest gehört zum Kanton Dieppe-2.